# La costanza della ragione
La costanza della ragione è un film del 1964 diretto da Pasquale Festa Campanile
Il film è tratto dall'omonimo romanzo di Vasco Pratolini.

## Trama
Bruno, un giovane idealista, vorrebbe essere assunto in una grande azienda. Il suo estremismo ostacola il suo intento. Si innamora di Lori, ma dopo la sua morte scopre di essere stato tradito. Bruno quindi ripensa al suo orientamento. Dopo l'età del sentimento, ora arriva l'età della ragione. Pertanto otterrà il desiderato posto di lavoro scendendo a compromessi.

## Produzione
Prodotto da Pasquale Festa Campanile e Massimo Franciosa per Franca Film (Roma), in coproduzione con la S.N.D.C. di Parigi, la pellicola venne girata nell'estate del 1964 per gli esterni in Toscana e per gli interni negli Studi della SAFA Palatino, per uscire nelle sale in prima proiezione il 27 novembre 1964. Primo film italiano per Catherine Deneuve e Samy Frey.

## Critica
- «Interessante film a tesi con qualche sconnessione... parentesi positivamente particolare nella filmografia del regista» ** [1]